# Rossillon
Rossillon är en kommun i departementet Ain i regionen Auvergne-Rhône-Alpes i östra Frankrike. Kommunen ligger  i kantonen Virieu-le-Grand som ligger i arrondissementet Belley. Kommunens areal är 8,07 km². År 2022 hade Rossillon 164 invånare.

## Befolkningsutveckling
Antalet invånare i kommunen Rossillon
Referens: INSEE